# Xiang od Xije
Xiang (kineski 相) bio je peti kralj Kine iz dinastije Xije.
Bio je sin kralja Zhong Kanga te nećak kralja Tai Kanga. Naslijedio je oca oko 2075. god. prije nove ere.
Xiangov je glavni grad bio Shangqiu. Njegova je žena bila kraljica Ji, koja mu je rodila sina Shao Kanga, njegova nasljednika.
Xiang je poslao trupe protiv naroda Huai i Fei u prvoj godini vladavine, a u trećoj, protiv naroda Feng i Huang.